# Estación Ñuñoa (Chile)
Ñuñoa fue una antigua estación de Ferrocarriles del Estado, inaugurada en 1903 en la comuna homónima. Entre 1943 y 1994 fue trasladada unos metros al sur de su ubicación original, en la intersección de las avenidas Matta y General Bustamante. Últimamente, se ubicaba en lo que hoy son los Talleres de San Eugenio del Metro de Santiago.

## Historia
La estación fue concebida como un punto en donde se combinasen las cargas y los pasajeros de los servicios del Ferrocarril de Cintura y el Ferrocarril del Llano de Maipo hacia Puente Alto. También fue punta de rieles del Ferrocarril de Circunvalación desde 1943.
Se construyó a finales del siglo XIX en donde actualmente está la estación Irarrázaval del Metro. Pero entre 1942 y 1943, las estaciones Providencia (terminal del Ferrocarril de Cintura y del ramal a Puente Alto) y Ñuñoa fueron demolidas. Esta última fue trasladada al sur de su ubicación original y con ello todos los servicios de la estación Providencia; la nueva estación Ñuñoa también fue conocida como San Eugenio debido a la ubicación a un costado de la calle homónima, que corría paralela a la vía férrea.
El parque Bustamante fue inaugurado en 1945. La estación Ñuñoa fue clausurada definitivamente en 1994, recibiendo su último tren de pasajeros el 25 de junio de dicho año. Posteriormente fue demolida para construir los Talleres San Eugenio, correspondientes a la Línea 5 del Metro de Santiago.